# أليكس فيلد
أليكس فيلد (بالإنجليزية: Alex Field)‏ هو لاعب كرة قدم أمريكية أمريكي، ولد في 23 ديسمبر 1986.